# Mártires de Jasenovac
Os mártires de Jasenovac (em sérvio:  Јасеновачки мученици) são um grupo de santos mártires ortodoxos que foram assassinados pelo regime fascista croata Ustaše durante a campanha de genocídio contra o povo sérvio no campo de concentração de Jasenovac.

## Contexto histórico
Após o início da Primeira Guerra Mundial, o Império austro-hungaro, visando deter o crescente nacionalismo do povo sérvio, instigou, junto com ultra-nacionalistas croatas, a perseguição do povo sérvio e sua cultura, por meio de conversão forçada e atos de terrorismo.
Em 1939, após o acordo de Cvetković–Maček, que privilegiou os croatas, e a concordata do presidente sérvio Milan Stojadinović com o Vaticano, que, na visão dos sérvios, foi um ataque à fé ortodoxa da população, houve uma grande resistência por parte do povo sérvio.
Em 1941, a Iugoslávia foi invadida pela Alemanha Nazista e o Estado Independente da Croácia foi estabelecido, e a ustaše deixou de ser uma milícia e tomou controle do país. Uma das principais crenças ideológicas da ustaše era que a Croácia deveria permanecer "pura" e os sérvios que ali viviam eram um obstáculo para esse objetivo, a estratégia utilizada pelo regime era de converter, expulsar e assassinar o povo sérvio. Assim começou o genocídio dos sérvios, estima-se que pelo menos 200.000 sérvios morreram sob o regime croata.
O campo de concentração de Jasenovac foi o princípal campo de extermínio durante essa época. Apesar do povo sérvio ter sido a principal vítima, judeus, ciganos e outras minorias étnicas, políticas e religiosas também foram perseguidas. Mais da metade das vítimas do campo de concentração eram mulheres ou crianças.
Estima-se que, no estado croata, pelo menos 300 igrejas ortodoxas tenham sido destruídas e várias outras convertidas à igrejas católicas. Diversos monastérios históricos da região também foram tomados pelas forças croatas, nos dias de hoje, a Igreja Ortodoxa Sérvia tem se esforçado em reconstruir templos que foram destruídos nessa época.

## Canonização
A veneração aos mártires de Jasenovac começou nos anos 80 entre igrejas ortodoxas nos Estados Unidos que não estavam filiadas à Igreja Ortodoxa Sérvia. Após a união dessas igrejas com o Patriarcado, foi permitida a veneração dos mártires em jurisdições da diáspora.
Em 16 de abril de 2010, a Igreja Ortodoxa Sérvia canonizou os mártires e estabeleceu sua festa litúrgica no dia 13 de setembro, permitindo sua veneração por toda a Igreja. Em 13 de setembro de 2020, uma igreja dedicada aos mártires foi construída em um local próximo onde foi localizado o campo de concentração.